# NGC 427
NGC 427 là một thiên hà xoắn ốc thuộc loại (R) SB (r) a: nằm trong chòm sao Ngọc Phu. Nó được phát hiện vào ngày 25 tháng 9 năm 1834 bởi John Herschel. Nó được Dreyer mô tả là "3 ngôi sao rất nhỏ (mờ nhạt) với độ mờ đục (?). " 